# 天川翔貴
天川 翔貴（あまかわ しょうき、Shoki Amakawa ）は、日本の三重県出身のレーシングドライバー。
2017年に4輪レースデビュー。2戦目にしてポールトゥウィンを決める。

## プロフィール
- 身長 : 174cm
- 体重 : 56kg
- 血液型 : RH+B型

## 経歴
幼少期より中学生までモトクロスでモータースポーツの業界に身を置く。四輪レースを志すも、家業の倒産によりレース活動を休止。 高校も中退し資金を作る為ビジネスの世界に身を置き、20歳で個人事業主として起業、23歳で会社設立。その後詐欺にあい一時ホームレスになる道を選ぶ。ある企業に拾われるがその会社が倒産してしまう。2015年より再度自社経営再開。そしてようやく2017年モータースポーツ業界へ復帰し、実況・MCとしてイベントを主催、レーシングドライバーとしての活動もスタート。現在「ルマン24時間レース」出場へ向け活動中。

## レース戦績
- 2017年：鈴鹿クラブマンレース4戦出場（うち、1戦は台風のため中止）。優勝1回、PP2回。

### 鈴鹿クラブマンレース
色の意味はこちらを参照→key
| 年     | チーム               | 使用車両 | 1      | 2      | 3     | 4 | 5        | 6      | 7       | 順位 | ポイント |
| ------ | -------------------- | -------- | ------ | ------ | ----- | - | -------- | ------ | ------- | ---- | -------- |
| 2017年 | Reinstate 24 MYSTFE2 | FE2      | SUZE 4 | SUZW 1 | SUZ 3 |   | SUZW DNS | SUZE C | SUZ DNS | 位   | 75       |